# Trimma benjamini
Trimma benjamini är en fiskart som beskrevs av Winterbottom, 1996. Trimma benjamini ingår i släktet Trimma och familjen smörbultsfiskar. Inga underarter finns listade i Catalogue of Life.